# 尤斯沃·喬治
尤斯沃·喬治（英語：Yosiwo George，1941年7月24日—2022年8月13日），密克羅尼西亞聯邦第8任副總統，2015年上任，先後經歷兩位總統，在2022年的第二任期內去世。

## 生平
喬治生於二戰期間的大日本帝國南洋廳，是日本裔，其名“尤斯沃”即来自于日文。在關島和夏威夷讀過幾所大學，並於1969年畢業，在密聯邦獨立後的1979年至1980年出任科斯雷州第一任副州長，隨後先後擔任過監督教育、衛生和社會服務系統的社會服務部的指導員及部長，他又在1983年到1991年擔任家鄉科斯雷州的州長。其後出任駐美國，駐以色列大使，以及密聯邦駐聯合國代表，之後他在1997年當選成為國會議員直到2001年，其後擔任科斯雷州最高法院大法官直至2006年，到2015年他在一次當選國會議員，而且兼任副總統，經歷了前總統彼得·克里斯琴和現總統戴維·帕努埃洛的任期，2022年8月，因病逝世。